# Марк Квінтілій Вар
Марк Квінті́лій Вар (лат. Marcus Quinctilius Varus; V століття до н. е.) — політичний, державний і військовий діяч Римської республіки, військовий трибун з консульською владою (консулярний трибун) 403 року до н. е.

## Біографія
Походив з патриціанського роду Квінтіліїв. Про молоді роки його згадок у джерелах немає. Батька і діда його звали однаково — Луцій Квінтілій Вар.
У 403 році до н. е. Марка Квінтілія було обрано військовим трибуном з консульською владою разом з Манієм Емілієм Мамерціном, Гнеєм Корнелієм Коссом, Луцієм Валерієм Потітом, Аппієм Клавдієм Крассом Інрегілленом, Марком Фурієм Фузом. Під час цієї каденції ці трибуни займалися облогою міста Вейї. Водночас забезпечили невтручання в цю війну інших етруських міст. Протягом року тривали численні бойові зіткнення, навіть взимку. Втім вони не принесли позитивного результату римлянам. Це спричинило конфлікт з народними трибунами, які вважали, що таким чином патриції тримають за межами політичної боротьби багато воїнів-плебеїв. Лише вилазка вейянців призвела до зменшення напруги конфлікту. Про безпосередню роль у трибунській діяльності того року самого Марка Квінтілія згадок немає. Імовірно він займався забезпеченням армії.  
Про подальшу долю Марка Квінтілія Вара відомостей немає.